# Selami Altınok
Selami Altınok, né en 1966 à Narman, est un homme politique turc.